# Unzu
Unzu (Untzu en euskera) es una localidad española y un concejo de la Comunidad Foral de Navarra perteneciente al municipio de Juslapeña. Está situado en la Merindad de Pamplona, en la Cuenca de Pamplona. Su población en 2014 fue de 34 habitantes (INE).

## Geografía física
Unzu limita al norte con Navaz, al este con Zildoz, al sur con Berriosuso y al oeste con Ollacarizqueta.

## Demografía
En enero de 2021 Unzu contaba con una población de 33 habitantes.[cita requerida]

## Patrimonio
Cuenta con la iglesia de la Asunción. Se trata de un edificio realizado en piedra y cuyo retablo mayor data del siglo XVI.